# Belonesox belizanus
Belonesox belizanus Kner, 1860, unica specie del genere Belonesox, è un pesce d'acqua dolce appartenente alla famiglia Poeciliidae.

## Distribuzione e habitat
Questa specie è diffusa nelle acque dolci e salmastre dei territori del Golfo del Messico (Stati Uniti d'America, Messico, Costa Rica) fino allo Yucatán e al Nicaragua. È stato introdotto in Florida. Abitano acque diverse e sono diffusi anche in canali e acque poco ossigenate. Tollerano la salinità e acque dure, se ne ritrovano esemplari anche in saline.

## Descrizione
Il corpo di questo pesce è simile a quello dei lucci, dei quali sembra una copia in miniatura, per aspetto e alimentazione. Presenta una forma allungata, piuttosto compresso ai fianchi, con un lungo muso idrodinamico ed appuntito, provvisto di forti mascelle munite di denti aguzzi. Le scaglie sono minuscole. Le pinne sono trapezoidali, la pinna caudale è a delta, robusta. Il maschio ha un lungo gonopodio.

La livrea è semplice: presenta un fondo variabile color sabbia o bruno con riflessi azzurrini, tendente al bianco argenteo sul ventre. Lungo i fianchi vi sono piccoli puntini neri.

Raggiunge una lunghezza di 15 cm: il maschio è leggermente più corto.

## Etologia
B. belizanus è una specie aggressiva che poco tollera intrusi nel proprio territorio di caccia.

### Cannibalismo intraspecifico
In questa specie è presente la pratica del cannibalismo intraspecifico, ben osservabile (e spesso accentuato) nella vita in cattività: succede quando gli individui sono sottoalimentati o allevati in spazi troppo piccoli. Solitamente sono le femmine che predano i maschi più piccoli.
Questo comportamento è comunque ben riscontrabile negli avannotti già nelle prime settimane di vita.

## Alimentazione
Gli adulti si cibano esclusivamente di pesci e insetti, mentre i piccoli si nutrono, oltre che di avannotti di altri pesci, di artemie e dafnie.

## Riproduzione
Come negli altri Peciliidi, anche B. belizanus è ovoviviparo: la fecondazione è interna grazie al gonopodio del maschio; la femmina cova le uova internamente e dopo una festazione di circa un mese, partorisce avannotti già formati, lunghi circa 3,5 cm. Femmine adulte possono partorire fino a 100 piccoli per schiusa.

## Acquariofilia
Specie non comune e di difficile reperibilità ma allevata da acquariofili appassionati. Necessitano di almeno 200 litri a coppia con legni di torbiera e piante galleggianti.

Sono diffusi anche negli acquari pubblici e allevati a scopo di ricerca medica.